# Circuito Brasileiro de Voleibol de Praia Feminino Sub-19 de 2017
O Circuito Brasileiro de Voleibol de Praia Sub-19 de 2017, também chamado de Circuito Banco do Brasil de Vôlei de Praia Sub-19, foi a décima quarta edição da principal competição nacional de Vôlei de Praia na categoria Sub-19 na variante feminina, iniciado em 24 de agosto de 2017.

## Resultados

### Circuito Sub-19
| Evento                                                      | Ouro                         | Prata                        | Bronze                   | Quarto lugar                     |
| 1ª Etapa Lauro de Freitas, Bahia 24 a 27 de agosto de 2017. | Paola Cascardo Anna Beatriz  | Anna Thereza Fernanda Melo   | Karol Gois Fran Silva    | Millena de Lima Bárbara Letícia  |
| 2ª Etapa Manaus, Amazonas 23 a 26 de novembro de 2017.      | Victória Tosta Aninha Santos | Roberta Glatt Anne Catherine | Ingridh Louise May Lamin | Vitória Rodrigues Giovanna Bello |